# Jacob Moverare
Jacob Carl Christian Moverare, född 31 augusti 1998 i Östersund, Sverige är en svensk professionell ishockeyspelare som spelar för Ontario Reign i AHL.

## Meriter (i urval)
- 2018 - JVM-silver
- 2019 - CHL-guld
- 2019 - SM-guld
- 2020 - CHL-guld